# Clasificación de FIBA Américas para la Copa Mundial de Baloncesto de 2023

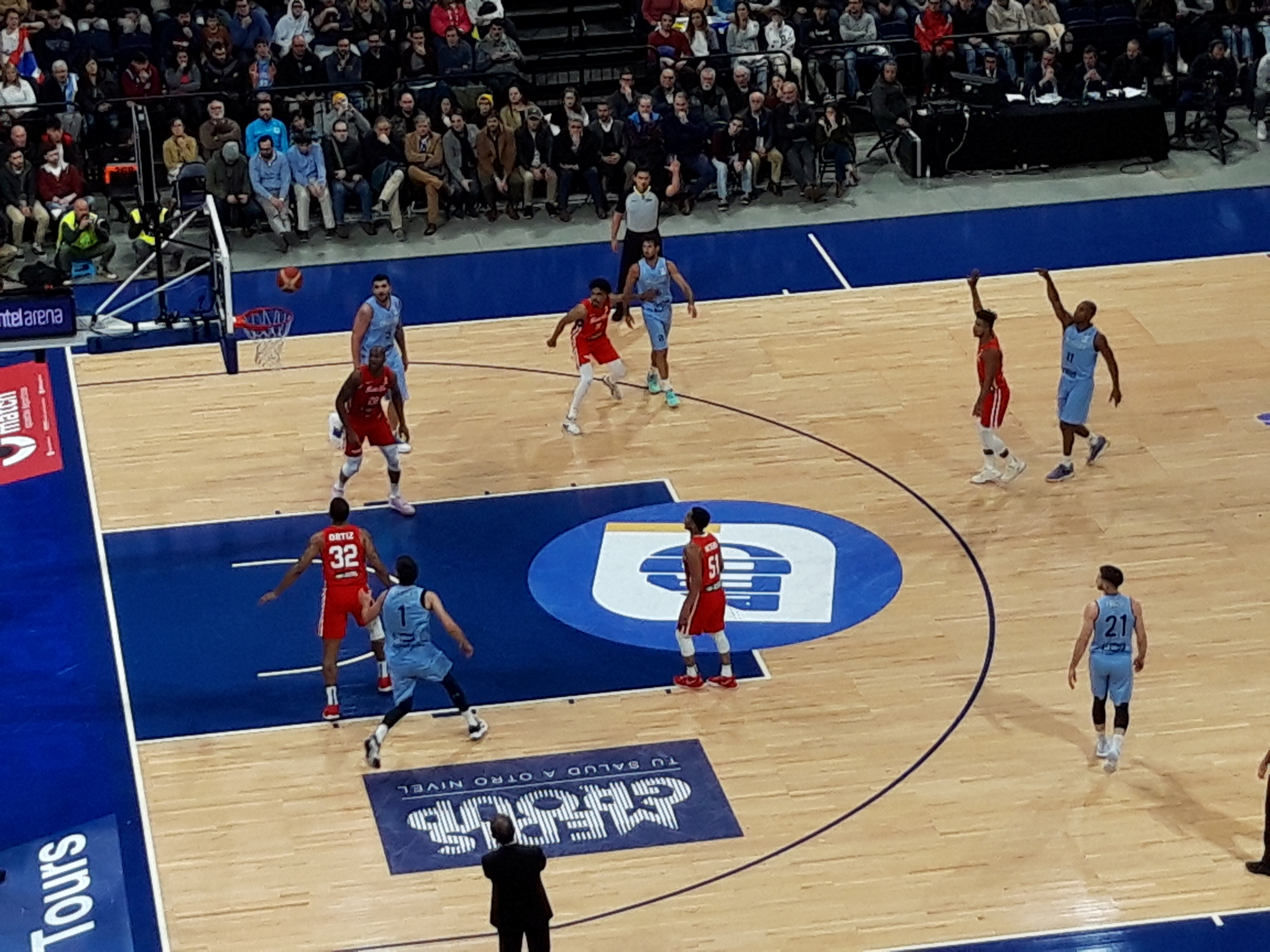
Partido entre Uruguay y Puerto Rico

La clasificación de FIBA Américas para la Copa Mundial de Baloncesto de 2023 fue el segundo torneo de selecciones nacionales de baloncesto que determinó los clasificados por parte del continente americano a la Copa Mundial de 2023 que se disputó en Filipinas, Japón e Indonesia. La competición comenzó en abril de 2021 y culminó en febrero de 2023. FIBA Américas contó con siete cupos para el Mundial, los cuales fueron disputados por 16 equipos clasificados a la «división A» durante 2021. 

## Formato
La estructura de la clasificación se compone de la siguiente manera:
- Preclasificatorios
  - Primera ronda: los equipos que no hayan participado del clasificatorio a la FIBA AmeriCup de 2022 se dividen en dos torneos, según las subzonas geográficas. Los tres equipos mejor ubicados de la zona centroamericana y caribeña y el único ganador del play-off sudamericano avanzan a la segunda ronda.
  - Segunda ronda: Los cuatro equipos avanzados de los preclasificatorios de la subzona se unen a cuatro equipos eliminados de los clasificatorios a la FIBA AmeriCup de 2022. Se dividen en dos grupos de cuatro equipos. Los ganadores del grupo y los subcampeones avanzan a las clasificatorias.
- Clasificatorios: Los 12 equipos que clasificaron a la FIBA AmeriCup de 2022 se unen a los cuatro equipos avanzados de los preclasificatorios. 
  - Primera ronda: Los 16 equipos se dividen en cuatro grupos de cuatro equipos para jugar partidos de ida y vuelta. Los tres equipos mejor ubicados de cada grupo avanzan a la segunda ronda.
  - Segunda ronda: Los 12 equipos que avanzaron se dividen en dos nuevos grupos de seis equipos. Todos los resultados de la ronda anterior se transfieren a esta nueva ronda. Los tres equipos mejor ubicados de ambos grupos más el cuarto clasificado con mejor récord se clasifican para la Copa del Mundo.

## Equipos participantes
De las 43 asociaciones afiliadas a FIBA Américas, solo 23 están en condiciones de disputar la clasificación a la Copa Mundial. Estas han accedido a dicho privilegio mediante la clasificación a la FIBA AmeriCup de 2022 y son denominadas como clasificadas a los clasificatorios. El resto de las asociaciones disputarán el acceso a dicho privilegio para el proceso clasificatorio.
| Equipos en los clasificatorios | Equipos en la segunda ronda de preclasificatorios | Equipos en la primera ronda de preclasificatorios | Equipos en la primera ronda de preclasificatorios |
| Equipos en los clasificatorios | Equipos en la segunda ronda de preclasificatorios | Centroamérica y el Caribe                         | Sudamérica                                        |
| --- | ------------------------------------------------- | ------------------------------------------------- | ------------------------------------------------- |
| Argentina Brasil Canadá Colombia República Dominicana México Panamá Puerto Rico Uruguay Estados Unidos Venezuela Islas Vírgenes Estadounidenses | Bahamas Cuba Chile Paraguay                       | Costa Rica Guyana Jamaica Nicaragua El Salvador   | Bolivia Ecuador                                   |

## Preclasificatorios

### Primera ronda

#### Sub-zona de Centroamérica y el Caribe
El torneo se jugó en formato de todos contra todos de una sola ronda en San Salvador. Cinco equipos compitieron por tres puestos para los preclasificatorios.
| Pos. | Equipo          | PJ | G | P | PF  | PC  | DP  | Pts | Clasificación                       |
| ---- | --------------- | -- | - | - | --- | --- | --- | --- | ----------------------------------- |
| 1    | Costa Rica      | 4  | 3 | 1 | 295 | 257 | +38 | 7   | Segunda ronda de preclasificatorios |
| 2    | Nicaragua       | 4  | 3 | 1 | 320 | 281 | +39 | 7   | Segunda ronda de preclasificatorios |
| 3    | El Salvador (H) | 4  | 2 | 2 | 300 | 323 | −23 | 6   | Segunda ronda de preclasificatorios |
| 4    | Jamaica         | 4  | 2 | 2 | 296 | 314 | −18 | 6   |                                     |
| 5    | Guyana          | 4  | 0 | 4 | 325 | 361 | −36 | 4   |                                     |

 Fuente: FIBA
Notas:
1. 1 2  Costa Rica 72-55 Nicaragua
2. 1 2  El Salvador 68-66 Jamaica

Todos los horarios son locales (UTC−6).

##### Resultados
| 15 de abril de 2021 | Costa Rica                                         | 67–69                                | Jamaica                                                                       | San Salvador                                                                                      |  |
| 16:00               | Parciales: 17–17, 7–24, 20–11, 23–17               | Parciales: 17–17, 7–24, 20–11, 23–17 | Parciales: 17–17, 7–24, 20–11, 23–17                                          |                                                                                                   |  |
|                     | Estadísticas V. Arias 17 C. Quesada 13 I. Conejo 5 | Reporte Pts Reb Asts                 | Estadísticas 16 O. Johnson 9 O. Johnson, W. Williams 4 R. Thomas, W. Williams | Pabellón: Gimnasio Nacional José Adolfo Pineda Árbitros: Roberto Mota Carlos Vélez Mario Granados |  |

| 15 de abril de 2021 | Guyana                                       | 73–84                                | Nicaragua                                               | San Salvador                                                                                               |  |
| 19:00               | Parciales: 14–16, 26–26, 9–21, 24–21         | Parciales: 14–16, 26–26, 9–21, 24–21 | Parciales: 14–16, 26–26, 9–21, 24–21                    | |  |
|                     | Estadísticas S. Rose 20 A. Moe 13 D. James 8 | Reporte Pts Reb Asts                 | Estadísticas 29 J. Ruiz 10 F. Garth, N. Omier 6 J. Ruiz | Pabellón: Gimnasio Nacional José Adolfo Pineda Árbitros: Leonardo Zalazar Christian Wilmore Orlando Varela |  |

| 16 de abril de 2021 | Jamaica                                               | 107–87                                | Guyana                                                 | San Salvador                                                                                           |  |
| 16:00               | Parciales: 20–24, 27–18, 31–15, 29–30                 | Parciales: 20–24, 27–18, 31–15, 29–30 | Parciales: 20–24, 27–18, 31–15, 29–30                  | |  |
|                     | Estadísticas O. Johnson 26 W. Williams 12 J. Bailey 9 | Reporte Pts Reb Asts                  | Estadísticas 25 A. Moe 8' S. Rose 5 D. James, T. Welch | Pabellón: Gimnasio Nacional José Adolfo Pineda Árbitros: Leonardo Zalazar Jesed Díaz Christian Wilmore |  |

| 16 de abril de 2021 | El Salvador                                          | 58–78                                | Costa Rica                                      | San Salvador                                                                                     |  |
| 19:00               | Parciales: 15–20, 9–11, 11–24, 23–23                 | Parciales: 15–20, 9–11, 11–24, 23–23 | Parciales: 15–20, 9–11, 11–24, 23–23            |                                                                                                  |  |
|                     | Estadísticas R. Martínez 26 R. Aguilar 15 C. Arias 3 | Reporte Pts Reb Asts                 | Estadísticas 15 V. Arias 9 V. Arias 5 I. Conejo | Pabellón: Gimnasio Nacional José Adolfo Pineda Árbitros: Roberto Mota Carlos Vélez Kristian Páez |  |

| 17 de abril de 2021 | Nicaragua                                     | 92–54                                 | Jamaica                                                    | San Salvador                                                                                          |  |
| 16:00               | Parciales: 27–11, 22–10, 12–14, 31–19         | Parciales: 27–11, 22–10, 12–14, 31–19 | Parciales: 27–11, 22–10, 12–14, 31–19                      | |  |
|                     | Estadísticas J. Ruiz 26 N. Omier 13 J. Ruiz 5 | Reporte Pts Reb Asts                  | Estadísticas 24 W. Williams 9 W. Williams 3 S. Whittingham | Pabellón: Gimnasio Nacional José Adolfo Pineda Árbitros: Leonardo Zalazar Carlos Vélez Mario Granados |  |

| 17 de abril de 2021 | Guyana                                         | 90–92                                 | El Salvador                                               | San Salvador                                                                                     |  |
| 19:00               | Parciales: 24–26, 29–27, 27–14, 10–25          | Parciales: 24–26, 29–27, 27–14, 10–25 | Parciales: 24–26, 29–27, 27–14, 10–25                     |                                                                                                  |  |
|                     | Estadísticas D. James 27 S. Rose 10 D. James 5 | Reporte Pts Reb Asts                  | Estadísticas 35 R. Aguilar 16 R. Aguilar 4 Tres jugadores | Pabellón: Gimnasio Nacional José Adolfo Pineda Árbitros: Jesed Díaz Kristian Páez Orlando Varela |  |

| 18 de abril de 2021 | Costa Rica                                                  | 78–75                                 | Guyana                                                     | San Salvador                                                                                             |  |
| 16:00               | Parciales: 20–20, 19–21, 27–15, 12–19                       | Parciales: 20–20, 19–21, 27–15, 12–19 | Parciales: 20–20, 19–21, 27–15, 12–19                      | |  |
|                     | Estadísticas D. Shedden 19 V. Arias 9 V. Arias, I. Conejo 5 | Reporte Pts Reb Asts                  | Estadísticas 29 D. James 12 D. James 5 D. Bovell, D. James | Pabellón: Gimnasio Nacional José Adolfo Pineda Árbitros: Leonardo Zalazar Roberto Mota Christian Wilmore |  |

| 18 de abril de 2021 | El Salvador                                       | 82–89                                 | Nicaragua                                  | San Salvador                                                                                     |  |
| 19:00               | Parciales: 26–14, 29–23, 12–20, 15–32             | Parciales: 26–14, 29–23, 12–20, 15–32 | Parciales: 26–14, 29–23, 12–20, 15–32      |                                                                                                  |  |
|                     | Estadísticas R. Martínez 25 C. Arias 9 A. Arias 7 | Reporte Pts Reb Asts                  | Estadísticas 25 J. Ruiz 16 N. Omier 8 Ruiz | Pabellón: Gimnasio Nacional José Adolfo Pineda Árbitros: Jesed Díaz Kristian Páez Orlando Varela |  |

| 19 de abril de 2021 | Nicaragua                                                  | 55–72                                | Costa Rica                                           | San Salvador                                                                                          |  |
| 16:00               | Parciales: 12–18, 21–14, 14–15, 8–25                       | Parciales: 12–18, 21–14, 14–15, 8–25 | Parciales: 12–18, 21–14, 14–15, 8–25                 | |  |
|                     | Estadísticas V. Thomas 14 A. Pérez 13 F. Garth, F. Pauth 3 | Reporte Pts Reb Asts                 | Estadísticas 18 D. Shedden 13 V. Arias 5 M. Alvarado | Pabellón: Gimnasio Nacional José Adolfo Pineda Árbitros: Leonardo Zalazar Roberto Mota Mario Granados |  |

| 19 de abril de 2021 | Jamaica                                                    | 66–68                                 | El Salvador                                           | San Salvador                                                                                       |  |
| 19:00               | Parciales: 18–15, 18–21, 13–16, 17–16                      | Parciales: 18–15, 18–21, 13–16, 17–16 | Parciales: 18–15, 18–21, 13–16, 17–16                 | |  |
|                     | Estadísticas O. Johnson 18 W. Williams 10 Tres jugadores 4 | Reporte Pts Reb Asts                  | Estadísticas 19 R. Martínez 12 C. Arias 5 R. Martínez | Pabellón: Gimnasio Nacional José Adolfo Pineda Árbitros: Jesed Díaz Carlos Vélez Christian Wilmore |  |

#### Sub-zona de Sudamérica
Solo dos equipos disputaron los preclasificatorios sudamericanos. Jugaron un partido de ida y vuelta con un ganador clasificado para la segunda ronda de los preclasificatorios.
| Equipo 1 | Agr.    | Equipo 2 | Ida   | Vuelta |
| -------- | ------- | -------- | ----- | ------ |
| Bolivia  | 142–126 | Ecuador  | 91–57 | 51–69  |

| 12 de junio de 2021 | Bolivia | 91–57 | Ecuador | Tarija                                             |
|                     |         |       |         |                                                    |
|                     |         |       |         | Árbitros: Omar Bermúdez Carlos Vélez Rodrigo Mejía |

| 16 de junio de 2021 | Ecuador | 69–51 | Bolivia | Guayaquil                                                   |
|                     |         |       |         |                                                             |
|                     |         |       |         | Árbitros: Leonardo Zalazar Felipe Valenzuela Nicolás Flores |

### Segunda ronda
Se jugaron dos grupos como torneos de ida y vuelta individuales.

#### Grupo A
El grupo A se jugó en San Salvador del 2 al 4 de julio de 2021.
| Pos. | Equipo          | PJ | G | P | PF  | PC  | DP  | Pts | Clasificación   |
| ---- | --------------- | -- | - | - | --- | --- | --- | --- | --------------- |
| 1    | Bahamas         | 3  | 3 | 0 | 251 | 218 | +33 | 6   | Clasificatorios |
| 2    | Cuba            | 3  | 2 | 1 | 253 | 219 | +34 | 5   | Clasificatorios |
| 3    | Costa Rica      | 3  | 1 | 2 | 182 | 213 | −31 | 4   |                 |
| 4    | El Salvador (H) | 3  | 0 | 3 | 208 | 244 | −36 | 3   |                 |

 Fuente: FIBA
Todos los horarios son locales (UTC−6).

##### Resultados
| 2 de julio de 2021 | Cuba                                              | 88–89                                 | Bahamas                                               | San Salvador                                                                                     |  |
| 16:30              | Parciales: 21-19, 28-16, 27-23, 12-31             | Parciales: 21-19, 28-16, 27-23, 12-31 | Parciales: 21-19, 28-16, 27-23, 12-31                 |                                                                                                  |  |
|                    | Estadísticas J. Rivero 35 J. Rivero 13 O. Oliva 6 | Reporte Pts Reb Asts                  | Estadísticas 18 T. Munnings 8 T. Munnings 9 F. Miller | Pabellón: Gimnasio Nacional José Adolfo Pineda Árbitros: Jesed Díaz Allan Mercado Claudio Osorio |  |

| 2 de julio de 2021 | Costa Rica                                             | 71–59                                | El Salvador                                                              | San Salvador                                                                                     |  |
| 19:30              | Parciales: 22-11, 20-23, 14-17, 15-8                   | Parciales: 22-11, 20-23, 14-17, 15-8 | Parciales: 22-11, 20-23, 14-17, 15-8                                     |                                                                                                  |  |
|                    | Estadísticas M. Alvarado 19 C. Quesada 10 I. Conejo 10 | Reporte Pts Reb Asts                 | Estadísticas 10 R. Aguilar, R. Martínez 12 C. Arias 3 A. Arias, M. Lahud | Pabellón: Gimnasio Nacional José Adolfo Pineda Árbitros: Marcos Benito Máximo Cruz Yezid Carreno |  |

| 3 de julio de 2021 | Bahamas                                               | 75–51                               | Costa Rica                                           | San Salvador                                                                                     |  |
| 16:30              | Parciales: 17-8, 25-9, 19-15, 14-19                   | Parciales: 17-8, 25-9, 19-15, 14-19 | Parciales: 17-8, 25-9, 19-15, 14-19                  |                                                                                                  |  |
|                    | Estadísticas F. Miller 11 W. Mackey Jr. 9 F. Miller 6 | Reporte Pts Reb Asts                | Estadísticas 14 D. Shedden 10 J. Anderson 3 D. Lynch | Pabellón: Gimnasio Nacional José Adolfo Pineda Árbitros: Jesed Díaz Nicolás Flores Yezid Carreno |  |

| 3 de julio de 2021 | El Salvador                                                       | 70–86                                 | Cuba                                                | San Salvador                                                                                        |  |
| 19:30              | Parciales: 13-22, 17-18, 27-18, 13-28                             | Parciales: 13-22, 17-18, 27-18, 13-28 | Parciales: 13-22, 17-18, 27-18, 13-28               | |  |
|                    | Estadísticas R. Martínez 28 R. Aguilar 12 A. Arias, R. Martínez 4 | Reporte Pts Reb Asts                  | Estadísticas 27 J. Rivero 15 Y. Cubilla 8 K. Guzmán | Pabellón: Gimnasio Nacional José Adolfo Pineda Árbitros: Marcos Benito Allan Mercado Claudio Osorio |  |

| 4 de julio de 2021 | Costa Rica                                                       | 60–79                                | Cuba                                               | San Salvador                                                                                         |  |
| 16:30              | Parciales: 6-14, 13-24, 24-11, 17-30                             | Parciales: 6-14, 13-24, 24-11, 17-30 | Parciales: 6-14, 13-24, 24-11, 17-30               | |  |
|                    | Estadísticas M. Alvarado 19 J. Anderson, I. Conejo 7 I. Conejo 8 | Reporte Pts Reb Asts                 | Estadísticas 25 K. Guzmán 13 K. Guzmán 6 K. Guzmán | Pabellón: Gimnasio Nacional José Adolfo Pineda Árbitros: Marcos Benito Nicolás Flores Claudio Osorio |  |

| 4 de julio de 2021 | Bahamas                                              | 87–79                                 | El Salvador                                       | San Salvador                                                                                     |  |
| 19:30              | Parciales: 21-20, 30-14, 17-24, 19-21                | Parciales: 21-20, 30-14, 17-24, 19-21 | Parciales: 21-20, 30-14, 17-24, 19-21             |                                                                                                  |  |
|                    | Estadísticas K. Smith 20 M. Thompson 8 T. Munnings 5 | Reporte Pts Reb Asts                  | Estadísticas 25 B. García 13 B. García 5 M. Lahud | Pabellón: Gimnasio Nacional José Adolfo Pineda Árbitros: Jesed Díaz Máximo Cruz Valentín Carreno |  |

#### Grupo B
El grupo B se jugó en  Santiago de Chile del 13 al 15 de julio de 2021.
| Pos. | Equipo    | PJ | G | P | PF  | PC  | DP  | Pts | Clasificación   |
| ---- | --------- | -- | - | - | --- | --- | --- | --- | --------------- |
| 1    | Chile (H) | 3  | 3 | 0 | 253 | 177 | +76 | 6   | Clasificatorios |
| 2    | Paraguay  | 3  | 1 | 2 | 212 | 191 | +21 | 4   | Clasificatorios |
| 3    | Nicaragua | 3  | 1 | 2 | 221 | 242 | −21 | 4   |                 |
| 4    | Bolivia   | 3  | 1 | 2 | 188 | 264 | −76 | 4   |                 |

 Fuente: FIBA
Todos los horarios son locales (UTC−3).

##### Resultados
| 13 de julio de 2021 | Nicaragua                                      | 76–73                                 | Paraguay                                             | Santiago de Chile                                                                                            |  |
| 19:00               | Parciales: 17-24, 21-12, 16-16, 22-21          | Parciales: 17-24, 21-12, 16-16, 22-21 | Parciales: 17-24, 21-12, 16-16, 22-21                | |  |
|                     | Estadísticas J. Ruiz 23 N. Omier 13 D. Cacho 5 | Reporte Pts Reb Asts                  | Estadísticas 15 G. Peralta 9 E. Riveros 7 E. Riveros | Pabellón: Centro Nacional de Entrenamiento Olímpico Árbitros: Andrés Bartel Alberto Achutegui Ramiro Marques |  |

| 13 de julio de 2021 | Chile                                              | 105–52                              | Bolivia                                              | Santiago de Chile                                                                                             |  |
| 22:15               | Parciales: 20-9, 26-21, 22-13, 37-9                | Parciales: 20-9, 26-21, 22-13, 37-9 | Parciales: 20-9, 26-21, 22-13, 37-9                  | |  |
|                     | Estadísticas S. Suárez 16 S. Herrera 8 C. Lauler 5 | Reporte Pts Reb Asts                | Estadísticas 18 J. Reaves 6 R. Arze 2 Tres jugadores | Pabellón: Centro Nacional de Entrenamiento Olímpico Árbitros: Gonzalo Salgueiro Johnny Batista Bruno da Costa |  |

| 14 de julio de 2021 | Bolivia                                                     | 87–82                                 | Nicaragua                                      | Santiago de Chile                                                                                         |  |
| 19:00               | Parciales: 25-15, 23-26, 16-13, 23-28                       | Parciales: 25-15, 23-26, 16-13, 23-28 | Parciales: 25-15, 23-26, 16-13, 23-28          | |  |
|                     | Estadísticas J. Reaves 21 J. Reaves, R. Calvo 9 J. Reaves 7 | Reporte Pts Reb Asts                  | Estadísticas 18 F. Garth 12 N. Omier 7 J. Ruiz | Pabellón: Centro Nacional de Entrenamiento Olímpico Árbitros: Johnny Batista Carlos Vélez Diego Chiconato |  |

| 14 de julio de 2021 | Paraguay                                             | 62–66                                 | Chile                                              | Santiago de Chile                                                                                            |  |
| 22:15               | Parciales: 13-18, 10-15, 18-17, 21-16                | Parciales: 13-18, 10-15, 18-17, 21-16 | Parciales: 13-18, 10-15, 18-17, 21-16              | |  |
|                     | Estadísticas D. Bareiro 10 J. Poisson 8 J. Poisson 4 | Reporte Pts Reb Asts                  | Estadísticas 22 S. Suárez 11 F. Haase 5 S. Herrera | Pabellón: Centro Nacional de Entrenamiento Olímpico Árbitros: Andrés Bartel Gonzalo Salgueiro Bruno da Costa |  |

| 15 de julio de 2021 | Bolivia                                                              | 49–77                                | Paraguay                                                 | Santiago de Chile                                                                                       |  |
| 19:00               | Parciales: 9-21, 15-17, 11-15, 14-24                                 | Parciales: 9-21, 15-17, 11-15, 14-24 | Parciales: 9-21, 15-17, 11-15, 14-24                     | |  |
|                     | Estadísticas A. Veizaga, R. Calvo 9 R. Calvo 8 C. Camargo, R. Arze 2 | Reporte Pts Reb Asts                 | Estadísticas 17 E. Riveros 8 B. Zanotti 3 Tres jugadores | Pabellón: Centro Nacional de Entrenamiento Olímpico Árbitros: Andrés Bartel Carlos Vélez Ramiro Marques |  |

| 15 de julio de 2021 | Nicaragua                                       | 63–82                                 | Chile                                                        | Santiago de Chile                                                                                           |  |
| 22:15               | Parciales: 18-22, 10-18, 15-23, 20-19           | Parciales: 18-22, 10-18, 15-23, 20-19 | Parciales: 18-22, 10-18, 15-23, 20-19                        | |  |
|                     | Estadísticas N. Omier 18 N. Omier 18 R. Ponce 5 | Reporte Pts Reb Asts                  | Estadísticas 16 S. Herrera 8 M. Lorca, M. Suárez 6 M. Suárez | Pabellón: Centro Nacional de Entrenamiento Olímpico Árbitros: Johnny Batista Diego Chiconato Bruno da Costa |  |

## Clasificatorios

### Equipos clasificados
| Método de clasificación | Equipos |
| ----------------------- | --- |
| FIBA AmeriCup de 2022   | - Argentina - Brasil - Canadá - Colombia - Estados Unidos - Islas Vírgenes Estadounidenses - México - Panamá - Puerto Rico - República Dominicana - Uruguay - Venezuela |
| Preclasificación        | - Bahamas - Chile - Cuba - Paraguay |

### Primera ronda
Debido a las restricciones sanitarias y de viajes ocasionadas por la pandemia de COVID-19, los partidos de la primera ventana se jugaron en formato de burbuja en un mismo estadio. Para la segunda ventana, se dispuso la misma organización solo para los encuentros del grupo A y C.

#### Grupo A
| Pos. | Equipo    | PJ | G | P | PF  | PC  | DP   | Pts | Clasificación           |
| ---- | --------- | -- | - | - | --- | --- | ---- | --- | ----------------------- |
| 1    | Venezuela | 6  | 5 | 1 | 469 | 343 | +126 | 11  | Segunda ronda (Grupo E) |
| 2    | Argentina | 6  | 5 | 1 | 455 | 382 | +73  | 11  | Segunda ronda (Grupo E) |
| 3    | Panamá    | 6  | 2 | 4 | 406 | 414 | −8   | 8   | Segunda ronda (Grupo E) |
| 4    | Paraguay  | 6  | 0 | 6 | 330 | 521 | −191 | 6   |                         |

 Fuente: FIBA
Notas:
1. 1 2  Venezuela 137-127 Argentina

Primera ventana
| 26 de noviembre de 2021 | Venezuela                                                    | 77–56                                 | Panamá                                               | Buenos Aires                                                                                 |  |
| 12:10 (UTC-3)           | Parciales: 25-18, 22-11, 15-13, 15-14                        | Parciales: 25-18, 22-11, 15-13, 15-14 | Parciales: 25-18, 22-11, 15-13, 15-14                |                                                                                              |  |
|                         | Estadísticas D. Cubillán 14 G. Sojo 7 D. Cubillán, G. Sojo 4 | Reporte Pts Reb Asts                  | Estadísticas 20 E. Oglivie 7 Y. Blenman 4 T. Gaskins | Pabellón: Estadio Obras Sanitarias Árbitros: Roberto Vázquez Andreia Silva Felipe Valenzuela |  |

| 26 de noviembre de 2021 | Argentina                                             | 93–67                                 | Paraguay                                           | Buenos Aires                                                                           |  |
| 21:10 (UTC-3)           | Parciales: 24-19, 24-16, 19-17, 26-15                 | Parciales: 24-19, 24-16, 19-17, 26-15 | Parciales: 24-19, 24-16, 19-17, 26-15              |                                                                                        |  |
|                         | Estadísticas C. Delfino 21 A. Barreiro 9 C. Delfino 6 | Reporte Pts Reb Asts                  | Estadísticas 17 G. Peralta 5 A. López 5 E. Riveros | Pabellón: Estadio Obras Sanitarias Árbitros: Andrés Bartel Grant Todey Alan dos Santos |  |

| 27 de noviembre de 2021 | Panamá                                                                | 53–71                                | Venezuela                                                 | Buenos Aires                                                                            |  |
| 12:10 (UTC-3)           | Parciales: 9-21, 15-15, 13-18, 16-17                                  | Parciales: 9-21, 15-15, 13-18, 16-17 | Parciales: 9-21, 15-15, 13-18, 16-17                      |                                                                                         |  |
|                         | Estadísticas E. Oglivie 15 Tres jugadores 4 E. Luzcando, E. Oglivie 3 | Reporte Pts Reb Asts                 | Estadísticas 13 P. Chourio 10 N. Colmenares 3 D. Cubillán | Pabellón: Estadio Obras Sanitarias Árbitros: Andrés Bartel Grant Todey Sebastián Negrón |  |

| 27 de noviembre de 2021 | Paraguay                                             | 43–82                                | Argentina                                              | Buenos Aires                                                                                 |  |
| 22:10 (UTC-3)           | Parciales: 11-16, 12-26, 9-15, 11-25                 | Parciales: 11-16, 12-26, 9-15, 11-25 | Parciales: 11-16, 12-26, 9-15, 11-25                   |                                                                                              |  |
|                         | Estadísticas R. Sánchez 16 A. Peralta 6 A. Peralta 3 | Reporte Pts Reb Asts                 | Estadísticas 18 N. Romano 10 J. Fernández 5 C. Delfino | Pabellón: Estadio Obras Sanitarias Árbitros: Roberto Vázquez Andreia Silva Felipe Valenzuela |  |

Segunda ventana
| 25 de febrero de 2022 | Paraguay                                                   | 59–81                                 | Panamá                                                           | Buenos Aires                                                                             |  |
| 18:40 (UTC-3)         | Parciales: 19-13, 14-26, 13-16, 13-26                      | Parciales: 19-13, 14-26, 13-16, 13-26 | Parciales: 19-13, 14-26, 13-16, 13-26                            |                                                                                          |  |
|                       | Estadísticas E. Riveros 16 V. Ochipinti 6 Tres jugadores 2 | Reporte Pts Reb Asts                  | Estadísticas 15 T. Gaskins, E. Oglivie 7 E. Romero 7 E. Luzcando | Pabellón: Estadio Obras Sanitarias Árbitros: Carlos Peralta Fabiano Huber Claudio Osorio |  |

| 25 de febrero de 2022 | Argentina                                              | 58–71                                | Venezuela                                                | Buenos Aires                                                                            |  |
| 21:40 (UTC-3)         | Parciales: 17-27, 17-19, 15-15, 9-10                   | Parciales: 17-27, 17-19, 15-15, 9-10 | Parciales: 17-27, 17-19, 15-15, 9-10                     |                                                                                         |  |
|                       | Estadísticas N. Brussino 16 L. Vildoza 8 N. Brussino 3 | Reporte Pts Reb Asts                 | Estadísticas 17 N. Colmenares 9 M. Carrera 4 D. Cubillán | Pabellón: Estadio Obras Sanitarias Árbitros: Jorge Vázquez Felipe Ibarra Fernando Leite |  |

| 26 de febrero de 2022 | Paraguay                                                          | 48–97                                | Venezuela                                             | Buenos Aires                                                                           |  |
| 18:10 (UTC-3)         | Parciales: 9-21, 13-31, 10-21, 16-24                              | Parciales: 9-21, 13-31, 10-21, 16-24 | Parciales: 9-21, 13-31, 10-21, 16-24                  |                                                                                        |  |
|                       | Estadísticas L. Ljubetich, F. Dose 11 V. Ochipinti 6 E. Riveros 4 | Reporte Pts Reb Asts                 | Estadísticas 24 J. Zamora 10 M. Ruíz 3 Tres jugadores | Pabellón: Estadio Obras Sanitarias Árbitros: Jorge Vázquez Felipe Ibarra Fabiano Huber |  |

| 26 de febrero de 2022 | Argentina                                            | 65–58                                | Panamá                                                      | Buenos Aires                                                                                 |  |
| 21:10 (UTC-3)         | Parciales: 19-14, 14-20, 16-17, 16-7                 | Parciales: 19-14, 14-20, 16-17, 16-7 | Parciales: 19-14, 14-20, 16-17, 16-7                        |                                                                                              |  |
|                       | Estadísticas C. Delfino 15 C. Delfino 9 N. Aguirre 4 | Reporte Pts Reb Asts                 | Estadísticas 17 E. Oglivie 10 E. Oglivie 2 Cuatro jugadores | Pabellón: Estadio Obras Sanitarias Árbitros: Carlos Peralta Gonzalo Salgueiro Fernando Leite |  |

Tercera ventana
| 30 de junio de 2022 | Venezuela                                               | 66–69                                 | Argentina                                           | Puerto La Cruz                                                                      |  |
| 19:10 (UTC-4)       | Parciales: 22-16, 20-15, 11-12, 13-26                   | Parciales: 22-16, 20-15, 11-12, 13-26 | Parciales: 22-16, 20-15, 11-12, 13-26               |                                                                                     |  |
|                     | Estadísticas J. Zamora 15 N. Colmenares 8 D. Cubillán 5 | Reporte Pts Reb Asts                  | Estadísticas 29 F. Campazzo 8 M. Delía 5 L. Bolmaro | Pabellón: Gimnasio Luis Ramos Árbitros: Michael Weiland Omar Bermúdez Andrés Bartel |  |

| 30 de junio de 2022 | Panamá                                                | 81–54                                | Paraguay                                                 | Ciudad de Panamá                                                                   |  |
| 19:10 (UTC-5)       | Parciales: 22-18, 28-7, 18-11, 13-18                  | Parciales: 22-18, 28-7, 18-11, 13-18 | Parciales: 22-18, 28-7, 18-11, 13-18                     |                                                                                    |  |
|                     | Estadísticas T. Gaskins 17 E. Oglivie 11 T. Gaskins 6 | Reporte Pts Reb Asts                 | Estadísticas 12 F. Dose 7 F. Dose 3 J. Rojas, E. Riveros | Pabellón: Arena Roberto Durán Árbitros: Alexis Mercado Maripier Malo Jayson Stiell |  |

| 3 de julio de 2022 | Venezuela                                               | 87–59                                 | Paraguay                                                     | Puerto La Cruz                                                                            |  |
| 17:10 (UTC-4)      | Parciales: 20-13, 16-11, 29-22, 22-13                   | Parciales: 20-13, 16-11, 29-22, 22-13 | Parciales: 20-13, 16-11, 29-22, 22-13                        |                                                                                           |  |
|                    | Estadísticas J. Zamora 24 N. Colmenares 9 D. Cubillán 7 | Reporte Pts Reb Asts                  | Estadísticas 17 G. Peralta 5 J. Rojas, J. Sequera 3 J. Rojas | Pabellón: Gimnasio Luis Ramos Árbitros: Hortencia Sánchez Diego Chiconato Alan dos Santos |  |

| 3 de julio de 2022 | Panamá                                              | 77–88                                | Argentina                                              | Ciudad de Panamá                                                                        |  |
| 17:10 (UTC-5)      | Parciales: 23-23, 15-31, 23-26, 16-8                | Parciales: 23-23, 15-31, 23-26, 16-8 | Parciales: 23-23, 15-31, 23-26, 16-8                   |                                                                                         |  |
|                    | Estadísticas T. Gaskins 23 E. Romero 6 T. Gaskins 5 | Reporte Pts Reb Asts                 | Estadísticas 24 N. Brussino 9 C. Delfino 8 F. Campazzo | Pabellón: Arena Roberto Durán Árbitros: Guilherme Locatelli Roberto Vázquez Grant Todey |  |

#### Grupo B
| Pos. | Equipo   | PJ | G | P | PF  | PC  | DP   | Pts | Clasificación           |
| ---- | -------- | -- | - | - | --- | --- | ---- | --- | ----------------------- |
| 1    | Brasil   | 6  | 5 | 1 | 533 | 411 | +122 | 11  | Segunda ronda (Grupo F) |
| 2    | Uruguay  | 6  | 4 | 2 | 444 | 434 | +10  | 10  | Segunda ronda (Grupo F) |
| 3    | Colombia | 6  | 2 | 4 | 464 | 538 | −74  | 8   | Segunda ronda (Grupo F) |
| 4    | Chile    | 6  | 1 | 5 | 396 | 454 | −58  | 7   |                         |

 Fuente: FIBA
Primera ventana
| 26 de noviembre de 2021 | Uruguay                                                           | 83–75                                 | Colombia                                             | Buenos Aires                                                                          |  |
| 15:10 (UTC-3)           | Parciales: 21-13, 28-28, 18-22, 16-12                             | Parciales: 21-13, 28-28, 18-22, 16-12 | Parciales: 21-13, 28-28, 18-22, 16-12                |                                                                                       |  |
|                         | Estadísticas B. Fitipaldo 31 T. Mezger 9 S. Vidal, B. Fitipaldo 3 | Reporte Pts Reb Asts                  | Estadísticas 37 B. Angola 8 A. Ibargüen 6 H. Atencia | Pabellón: Estadio Obras Sanitarias Árbitros: Jesed Díaz Nicolás Flores Johnny Batista |  |

| 26 de noviembre de 2021 | Brasil                                                   | 77–53                                | Chile                                                             | Buenos Aires                                                                           |  |
| 18:10 (UTC-3)           | Parciales: 22-21, 19-14, 15-8, 21-10                     | Parciales: 22-21, 19-14, 15-8, 21-10 | Parciales: 22-21, 19-14, 15-8, 21-10                              |                                                                                        |  |
|                         | Estadísticas L. Mariano 18 B. Caboclo 13 Y. dos Santos 9 | Reporte Pts Reb Asts                 | Estadísticas 11 I. Arroyo, M. Suárez 4 Tres jugadores 3 I. Arroyo | Pabellón: Estadio Obras Sanitarias Árbitros: Omar Bermúdez Kristian Páez Micaela Prado |  |

| 27 de noviembre de 2021 | Colombia                                                | 69–82                                | Uruguay                                                | Buenos Aires                                                                           |  |
| 15:10 (UTC-3)           | Parciales: 18-16, 21-18, 9-17, 21-31                    | Parciales: 18-16, 21-18, 9-17, 21-31 | Parciales: 18-16, 21-18, 9-17, 21-31                   |                                                                                        |  |
|                         | Estadísticas H. Atencia 22 Tres jugadores 6 B. Angola 3 | Reporte Pts Reb Asts                 | Estadísticas 13 B. Fitipaldo 10 K. Wachsmann 6 A. Ubal | Pabellón: Estadio Obras Sanitarias Árbitros: Omar Bermúdez Kristian Páez Danilo Molina |  |

| 27 de noviembre de 2021 | Chile                                                         | 55–81                                 | Brasil                                                  | Buenos Aires                                                                          |  |
| 19:10 (UTC-3)           | Parciales: 17-18, 11-17, 15-23, 12-23                         | Parciales: 17-18, 11-17, 15-23, 12-23 | Parciales: 17-18, 11-17, 15-23, 12-23                   |                                                                                       |  |
|                         | Estadísticas M. Suárez 17 S. Suárez, M. Suárez 8 A. Pickett 3 | Reporte Pts Reb Asts                  | Estadísticas 17 L. Mariano 9 G. Galvanini 5 G. de Paula | Pabellón: Estadio Obras Sanitarias Árbitros: Jesed Díaz Nicolás Flores Johnny Batista |  |

Segunda ventana
| 25 de febrero de 2022 | Brasil                                                                     | 85–66                                 | Uruguay                                           | Franca                                                                           |  |
| 19:10 (UTC-3)         | Parciales: 14-14, 23-18, 18-11, 30-23                                      | Parciales: 14-14, 23-18, 18-11, 30-23 | Parciales: 14-14, 23-18, 18-11, 30-23             |                                                                                  |  |
|                       | Estadísticas V. Benite, L. Meindl 13 B. Caboclo, A. Lima 7 Y. dos Santos 7 | Reporte Pts Reb Asts                  | Estadísticas 12 L. Parodi 7 M. Rojas 4 E. Batista | Pabellón: Ginásio Pedrocão Árbitros: Roberto Vázquez Daniel García Danilo Molina |  |

| 25 de febrero de 2022 | Chile                                                         | 90–76                                 | Colombia                                              | Valdivia                                                                                   |  |
| 21:40 (UTC-3)         | Parciales: 22-12, 13-17, 29-25, 26-22                         | Parciales: 22-12, 13-17, 29-25, 26-22 | Parciales: 22-12, 13-17, 29-25, 26-22                 |                                                                                            |  |
|                       | Estadísticas S. Herrera 20 S. Suárez, I. Arroyo 7 I. Arroyo 8 | Reporte Pts Reb Asts                  | Estadísticas 23 R. Roque 9 T. Trocha 2 Tres jugadores | Pabellón: Coliseo Antonio Azurmendy Árbitros: Juan Fernández Alexis Mercado Franco Ronconi |  |

| 28 de febrero de 2022 | Brasil                                                          | 119–73                                | Colombia                                         | Franca                                                                         |  |
| 20:00 (UTC-3)         | Parciales: 25-21, 32-15, 27-20, 35-17                           | Parciales: 25-21, 32-15, 27-20, 35-17 | Parciales: 25-21, 32-15, 27-20, 35-17            |                                                                                |  |
|                       | Estadísticas V. Benite 21 A. Lima 9 Y. dos Santos, E. Corazza 8 | Reporte Pts Reb Asts                  | Estadísticas 21 T. Trocha 6 T. Trocha 3 J. Mejía | Pabellón: Ginásio Pedrocão Árbitros: Roberto Vázquez Daniel García Jesús López |  |

| 28 de febrero de 2022 | Chile                                                | 67–78                                 | Uruguay                                          | Valdivia                                                                                      |  |
| 22:10 (UTC-3)         | Parciales: 14-23, 22-22, 15-14, 16-19                | Parciales: 14-23, 22-22, 15-14, 16-19 | Parciales: 14-23, 22-22, 15-14, 16-19            |                                                                                               |  |
|                       | Estadísticas F. Morales 26 F. Morales 8 F. Morales 3 | Reporte Pts Reb Asts                  | Estadísticas 15 A. Ubal 8 E. Batista 5 L. Parodi | Pabellón: Coliseo Antonio Azurmendy Árbitros: Juan Fernández Alexis Mercado Krishna Domínguez |  |

Tercera ventana
| 30 de junio de 2022 | Uruguay                                                              | 60–73                                 | Brasil                                          | Montevideo                                                            |  |
| 20:10 (UTC-3)       | Parciales: 12-24, 20-19, 10-19, 18-11                                | Parciales: 12-24, 20-19, 10-19, 18-11 | Parciales: 12-24, 20-19, 10-19, 18-11           |                                                                       |  |
|                     | Estadísticas J. Granger 20 J. Granger, K. Wachsmann 5 B. Fitipaldo 4 | Reporte Pts Reb Asts                  | Estadísticas 15 R. Mineiro 10 L. Dias 6 L. Dias | Pabellón: Antel Arena Árbitros: Jesed Díaz Danilo Molina Edwin Quiles |  |

| 30 de junio de 2022 | Colombia                                              | 67–66                                 | Chile                                              | Barranquilla                                                                         |  |
| 20:40 (UTC-5)       | Parciales: 17-16, 16-19, 16-21, 18-10                 | Parciales: 17-16, 16-19, 16-21, 18-10 | Parciales: 17-16, 16-19, 16-21, 18-10              |                                                                                      |  |
|                     | Estadísticas A. Ibargüen 21 M. Jackson 11 B. Angola 4 | Reporte Pts Reb Asts                  | Estadísticas 18 S. Suárez 8 M. Suárez 4 F. Morales | Pabellón: Coliseo Elías Chegwin Árbitros: Jorge Vázquez Kristian Páez Orlando Varela |  |

| 3 de julio de 2022 | Uruguay                                                 | 75–65                                 | Chile                                                        | Montevideo                                                                 |  |
| 20:40 (UTC-3)      | Parciales: 26-18, 15-16, 22-11, 12-20                   | Parciales: 26-18, 15-16, 22-11, 12-20 | Parciales: 26-18, 15-16, 22-11, 12-20                        |                                                                            |  |
|                    | Estadísticas B. Fitipaldo 14 K. Wachsmann 9 L. Parodi 8 | Reporte Pts Reb Asts                  | Estadísticas 18 M. Suárez 6 S. Suárez, F. Haase 6 F. Morales | Pabellón: Antel Arena Árbitros: Alexis Mercado Nicolás Flores Edwin Quiles |  |

| 3 de julio de 2022 | Colombia                                                      | 104–98                                                     | Brasil                                                     | Barranquilla                                                                        |  |
| 19:40 (UTC-5)      | Parciales: 27-19, 21-18, 17-18, 11-21 (T.E.: 11-11, 17-11)    | Parciales: 27-19, 21-18, 17-18, 11-21 (T.E.: 11-11, 17-11) | Parciales: 27-19, 21-18, 17-18, 11-21 (T.E.: 11-11, 17-11) |                                                                                     |  |
|                    | Estadísticas J. Tello 26 A. Ibargüen 12 B. Angola, J. Tello 5 | Reporte Pts Reb Asts                                       | Estadísticas 27 M. Huertas 14 L. Dias 5 R. Luz             | Pabellón: Coliseo Elías Chegwin Árbitros: Omar Bermúdez Michael Scott Maripier Malo |  |

#### Grupo C
| Pos. | Equipo                         | PJ | G | P | PF  | PC  | DP   | Pts | Clasificación           |
| ---- | ------------------------------ | -- | - | - | --- | --- | ---- | --- | ----------------------- |
| 1    | Canadá                         | 6  | 6 | 0 | 615 | 417 | +198 | 12  | Segunda ronda (Grupo E) |
| 2    | República Dominicana           | 6  | 4 | 2 | 519 | 446 | +73  | 10  | Segunda ronda (Grupo E) |
| 3    | Bahamas                        | 6  | 2 | 4 | 478 | 560 | −82  | 8   | Segunda ronda (Grupo E) |
| 4    | Islas Vírgenes Estadounidenses | 6  | 0 | 6 | 388 | 577 | −189 | 6   |                         |

 Fuente: FIBA
Primera ventana
| 28 de noviembre de 2021 | Canadá                                                  | 115–73                                | Bahamas                                                                   | Santo Domingo |  |
| 17:00 (UTC-4)           | Parciales: 32-22, 29-16, 31-13, 23-22                   | Parciales: 32-22, 29-16, 31-13, 23-22 | Parciales: 32-22, 29-16, 31-13, 23-22                                     | |  |
|                         | Estadísticas K. Wiltjer 23 K. Alexander 12 P. Scrubb 11 | Reporte Pts Reb Asts                  | Estadísticas 13 D. Bridgewater 5 Cuatro jugadores 5 M. Carey, T. Munnings | Pabellón: Palacio de los Deportes Virgilio Travieso Soto Árbitros: Jorge Vázquez Carlos Peralta Krishna Domínguez |  |

| 28 de noviembre de 2021 | República Dominicana                                  | 87–65                                 | Islas Vírgenes Estadounidenses                                      | Santo Domingo                                                                                                |  |
| 20:00 (UTC-4)           | Parciales: 20-13, 28-14, 26-19, 13-19                 | Parciales: 20-13, 28-14, 26-19, 13-19 | Parciales: 20-13, 28-14, 26-19, 13-19                               | |  |
|                         | Estadísticas V. Liz 15 J. Rodríguez 12 A. Henríquez 5 | Reporte Pts Reb Asts                  | Estadísticas 13 I. Aska, R. Christmas 10 R. Christmas 4 G. Milligan | Pabellón: Palacio de los Deportes Virgilio Travieso Soto Árbitros: Julio Anaya Felipe Ibarra Diego Chiconato |  |

| 29 de noviembre de 2021 | Bahamas                                                | 77–113                                | Canadá                                                        | Santo Domingo                                                                                             |  |
| 17:00 (UTC-4)           | Parciales: 26-34, 20-24, 13-25, 18-30                  | Parciales: 26-34, 20-24, 13-25, 18-30 | Parciales: 26-34, 20-24, 13-25, 18-30                         | |  |
|                         | Estadísticas D. Nesbitt 18 T. Munnings 8 T. Munnings 6 | Reporte Pts Reb Asts                  | Estadísticas 25 K. Wiltjer 8 A. Bennett, T. Scrubb 7 K. Chery | Pabellón: Palacio de los Deportes Virgilio Travieso Soto Árbitros: Julio Anaya Felipe Ibarra Norval Young |  |

| 29 de noviembre de 2021 | Islas Vírgenes Estadounidenses                       | 56–100                                | República Dominicana                            | Santo Domingo                                                                                                  |  |
| 20:00 (UTC-4)           | Parciales: 18-29, 13-17, 12-24, 13-30                | Parciales: 18-29, 13-17, 12-24, 13-30 | Parciales: 18-29, 13-17, 12-24, 13-30           | |  |
|                         | Estadísticas J. Samuel 13 R. Hansen 11 G. Milligan 5 | Reporte Pts Reb Asts                  | Estadísticas 23 V. Liz 15 E. Vargas 6 G. Solano | Pabellón: Palacio de los Deportes Virgilio Travieso Soto Árbitros: Jorge Vázquez Carlos Peralta Orlando Varela |  |

Segunda ventana
| 26 de febrero de 2022 | Bahamas                                                       | 86–74                                 | Islas Vírgenes Estadounidenses                     | Santo Domingo                                                                                              |  |
| 15:00 (UTC-4)         | Parciales: 19-15, 19-16, 24-21, 24-22                         | Parciales: 19-15, 19-16, 24-21, 24-22 | Parciales: 19-15, 19-16, 24-21, 24-22              | |  |
|                       | Estadísticas W. Mackey Jr. 25 W. Mackey Jr. 10 T. Munnings 11 | Reporte Pts Reb Asts                  | Estadísticas 24 J. Samuel 8 L. Smith 7 X. Richards | Pabellón: Palacio de los Deportes Virgilio Travieso Soto Árbitros: Marcos Benito Grant Todey Kristian Páez |  |

| 26 de febrero de 2022 | Canadá                                             | 85–79                                 | República Dominicana                             | Santo Domingo                                                                                             |  |
| 18:00 (UTC-4)         | Parciales: 22-20, 20-16, 22-20, 21-23              | Parciales: 22-20, 20-16, 22-20, 21-23 | Parciales: 22-20, 20-16, 22-20, 21-23            | |  |
|                       | Estadísticas K. Wiltjer 15 T. Scrubb 7 P. Scrubb 4 | Reporte Pts Reb Asts                  | Estadísticas 29 V. Liz 13 A. Delgado 4 G. Solano | Pabellón: Palacio de los Deportes Virgilio Travieso Soto Árbitros: Jesed Díaz Jenna Reneau Johnny Batista |  |

| 27 de febrero de 2022 | Canadá                                                                  | 94–46                               | Islas Vírgenes Estadounidenses                            | Santo Domingo                                                                                             |  |
| 15:00 (UTC-4)         | Parciales: 27-14, 16-7, 22-9, 29-16                                     | Parciales: 27-14, 16-7, 22-9, 29-16 | Parciales: 27-14, 16-7, 22-9, 29-16                       | |  |
|                       | Estadísticas K. Wiltjer 24 K. Young 9 T. Bell-Haynes, K. Kajami-Keane 6 | Reporte Pts Reb Asts                | Estadísticas 15 R. Christmas 10 R. Christmas 4 Q. Francis | Pabellón: Palacio de los Deportes Virgilio Travieso Soto Árbitros: Jesed Díaz Jenna Reneau Johnny Batista |  |

| 27 de febrero de 2022 | Bahamas                                                 | 65–90                                | República Dominicana                                         | Santo Domingo                                                                                             |  |
| 18:00 (UTC-4)         | Parciales: 24-19, 9-24, 12-21, 20-26                    | Parciales: 24-19, 9-24, 12-21, 20-26 | Parciales: 24-19, 9-24, 12-21, 20-26                         | |  |
|                       | Estadísticas T. Munnings 16 T. Munnings 9 T. Munnings 6 | Reporte Pts Reb Asts                 | Estadísticas 25 A. Feliz 16 A. Delgado 5 G. Solano, A. Feliz | Pabellón: Palacio de los Deportes Virgilio Travieso Soto Árbitros: Marcos Benito Grant Todey Carlos Vélez |  |

Tercera ventana
| 1 de julio de 2022 | Islas Vírgenes Estadounidenses                     | 80–97                                 | Bahamas                                                      | Saint Thomas                                                                                 |  |
| 19:00 (UTC-4)      | Parciales: 24-24, 15-28, 23-25, 18-20              | Parciales: 24-24, 15-28, 23-25, 18-20 | Parciales: 24-24, 15-28, 23-25, 18-20                        |                                                                                              |  |
|                    | Estadísticas W. Hodge 18 G. Milligan 10 W. Hodge 5 | Reporte Pts Reb Asts                  | Estadísticas 24 B. Hield 6 M. Thompson 5 F. Miller, B. Hield | Pabellón: Sports and Fitness Center Árbitros: Marcos Benito Krishna Domínguez José Fernández |  |

| 1 de julio de 2022 | República Dominicana                                   | 75–95                                 | Canadá                                                         | Hamilton                                                                                  |  |
| 19:00 (UTC-4)      | Parciales: 16-21, 20-25, 12-30, 27-19                  | Parciales: 16-21, 20-25, 12-30, 27-19 | Parciales: 16-21, 20-25, 12-30, 27-19                          |                                                                                           |  |
|                    | Estadísticas A. Henríquez 14 A. Delgado 10 G. Solano 5 | Reporte Pts Reb Asts                  | Estadísticas 32 S. Gilgeous-Alexander 11 K. Olynyk 6 K. Olynyk | Pabellón: FirstOntario Centre Árbitros: Roberto Vázquez Hortencia Sánchez Diego Chiconato |  |

| 4 de julio de 2022 | Islas Vírgenes Estadounidenses                             | 67–113                               | Canadá                                                                                     | Saint Thomas                                                                                 |  |
| 17:00 (UTC-4)      | Parciales: 8-28, 13-24, 27-37, 19-24                       | Parciales: 8-28, 13-24, 27-37, 19-24 | Parciales: 8-28, 13-24, 27-37, 19-24                                                       |                                                                                              |  |
|                    | Estadísticas L. Smith 14 S. Jules, I. Aska 6 X. Richards 3 | Reporte Pts Reb Asts                 | Estadísticas 24 K. Robertson, S. Gilgeous-Alexander 6 Tres jugadores 7 N. Alexander-Walker | Pabellón: Sports and Fitness Center Árbitros: Carlos Peralta Krishna Domínguez Yezid Carreno |  |

| 4 de julio de 2022 | República Dominicana                              | 88–80                                 | Bahamas                                              | Nasáu                                                                                  |  |
| 19:00 (UTC-4)      | Parciales: 26-17, 20-16, 24-21, 18-26             | Parciales: 26-17, 20-16, 24-21, 18-26 | Parciales: 26-17, 20-16, 24-21, 18-26                |                                                                                        |  |
|                    | Estadísticas V. Liz 26 A. Delgado 11 R. Mendoza 7 | Reporte Pts Reb Asts                  | Estadísticas 29 B. Hield 5 Tres jugadores 8 B. Hield | Pabellón: Baha Mar Grand Ballroom Árbitros: Jorge Vázquez Andrés Bartel Orlando Varela |  |

#### Grupo D
| Pos. | Equipo         | PJ | G | P | PF  | PC  | DP  | Pts | Clasificación           |
| ---- | -------------- | -- | - | - | --- | --- | --- | --- | ----------------------- |
| 1    | Estados Unidos | 6  | 5 | 1 | 535 | 469 | +66 | 11  | Segunda ronda (Grupo F) |
| 2    | México         | 6  | 4 | 2 | 498 | 498 | 0   | 10  | Segunda ronda (Grupo F) |
| 3    | Puerto Rico    | 6  | 3 | 3 | 468 | 475 | −7  | 9   | Segunda ronda (Grupo F) |
| 4    | Cuba           | 6  | 0 | 6 | 414 | 473 | −59 | 6   |                         |

 Fuente: FIBA
Primera ventana
| 28 de noviembre de 2021 | Estados Unidos                                    | 95–90                                 | Cuba                                              | Chihuahua                                                                                       |  |
| 15:30 (UTC-7)           | Parciales: 27-37, 33-16, 13-24, 22-13             | Parciales: 27-37, 33-16, 13-24, 22-13 | Parciales: 27-37, 33-16, 13-24, 22-13             |                                                                                                 |  |
|                         | Estadísticas I. Thomas 21 B. Bowen 9 Z. Simpson 6 | Reporte Pts Reb Asts                  | Estadísticas 34 J. Rivero 9 J. Rivero 6 K. Guzmán | Pabellón: Gimnasio Manuel Bernardo Aguirre Árbitros: Daniel García Marcos Benito José Fernández |  |

| 28 de noviembre de 2021 | México                                            | 90–86                                 | Puerto Rico                                            | Chihuahua                                                                                      |  |
| 19:00 (UTC-7)           | Parciales: 27-23, 19-25, 22-18, 22-20             | Parciales: 27-23, 19-25, 22-18, 22-20 | Parciales: 27-23, 19-25, 22-18, 22-20                  |                                                                                                |  |
|                         | Estadísticas G. Girón 21 F. Jaimes 12 P. Stoll 14 | Reporte Pts Reb Asts                  | Estadísticas 24 J. De Jesús 7 D. Collier 6 J. De Jesús | Pabellón: Gimnasio Manuel Bernardo Aguirre Árbitros: Juan Fernández Carlos Vélez Fabiano Huber |  |

| 29 de noviembre de 2021 | Puerto Rico                                        | 69–60                                | Cuba                                                          | Chihuahua                                                                                         |  |
| 15:30 (UTC-7)           | Parciales: 16-27, 21-16, 16-7, 16-10               | Parciales: 16-27, 21-16, 16-7, 16-10 | Parciales: 16-27, 21-16, 16-7, 16-10                          |                                                                                                   |  |
|                         | Estadísticas I. Romero 18 J. Murphy 11 J. Howard 7 | Reporte Pts Reb Asts                 | Estadísticas 16 Y. Mensía 11 J. Rivero, Y. Cubilla 6 O. Oliva | Pabellón: Gimnasio Manuel Bernardo Aguirre Árbitros: Juan Fernández Gonzalo Salgueiro Jesús López |  |

| 29 de noviembre de 2021 | México                                             | 97–88                                 | Estados Unidos                                     | Chihuahua                                                                                     |  |
| 19:00 (UTC-7)           | Parciales: 21-28, 27-29, 31-12, 18-19              | Parciales: 21-28, 27-29, 31-12, 18-19 | Parciales: 21-28, 27-29, 31-12, 18-19              |                                                                                               |  |
|                         | Estadísticas O. Méndez 27 F. Jaimes 10 P. Stoll 11 | Reporte Pts Reb Asts                  | Estadísticas 21 I. Thomas 7 L. Kornet 10 I. Thomas | Pabellón: Gimnasio Manuel Bernardo Aguirre Árbitros: Daniel García Marcos Benito Carlos Vélez |  |

Segunda ventana
| 24 de febrero de 2022 | Estados Unidos                                   | 93–76                                 | Puerto Rico                                                     | Washington D. C.                                                                               |  |
| 19:00 (UTC-5)         | Parciales: 20-27, 22-17, 32-14, 19-18            | Parciales: 20-27, 22-17, 32-14, 19-18 | Parciales: 20-27, 22-17, 32-14, 19-18                           |                                                                                                |  |
|                       | Estadísticas J. Johnson 18 J. Bell 8 J. Harper 5 | Reporte Pts Reb Asts                  | Estadísticas 18 J. Mojica 6 I. Romero, L. Hernández 4 G. Browne | Pabellón: Entertainment and Sports Arena Árbitros: Andrés Bartel Diego Chiconato Michael Scott |  |

| 24 de febrero de 2022 | Cuba                                             | 72–82                                 | México                                          | La Habana                                                                                    |  |
| 19:00 (UTC-5)         | Parciales: 16-16, 21-23, 17-28, 18-15            | Parciales: 16-16, 21-23, 17-28, 18-15 | Parciales: 16-16, 21-23, 17-28, 18-15           |                                                                                              |  |
|                       | Estadísticas J. Rivero 13 J. Rivero 9 Y. Polas 4 | Reporte Pts Reb Asts                  | Estadísticas 23 G. Girón 11 D. Amigo 7 P. Stoll | Pabellón: Coliseo de la Ciudad Deportiva Árbitros: Julio Anaya Andreia Silva Alan dos Santos |  |

| 27 de febrero de 2022 | Estados Unidos                                    | 89–67                                | México                                             | Washington D. C.                                                                               |  |
| 13:00 (UTC-5)         | Parciales: 24-14, 24-7, 20-24, 21-22              | Parciales: 24-14, 24-7, 20-24, 21-22 | Parciales: 24-14, 24-7, 20-24, 21-22               |                                                                                                |  |
|                       | Estadísticas L. Galloway 16 J. Bell 7 J. Harper 6 | Reporte Pts Reb Asts                 | Estadísticas 11 F. Jaimes 10 F. Jaimes 5 O. Méndez | Pabellón: Entertainment and Sports Arena Árbitros: Andrés Bartel Diego Chiconato Yezid Carreno |  |

| 27 de febrero de 2022 | Cuba                                             | 62–65                                 | Puerto Rico                                         | La Habana                                                                                 |  |
| 18:00 (UTC-5)         | Parciales: 14-12, 22-19, 11-21, 15-13            | Parciales: 14-12, 22-19, 11-21, 15-13 | Parciales: 14-12, 22-19, 11-21, 15-13               |                                                                                           |  |
|                       | Estadísticas J. Rivero 13 Y. Polas 7 J. Rivero 4 | Reporte Pts Reb Asts                  | Estadísticas 21 J. De Jesús 7 G. Browne 3 J. Mojica | Pabellón: Coliseo de la Ciudad Deportiva Árbitros: Julio Anaya Andreia Silva Norval Young |  |

Tercera ventana
| 1 de julio de 2022 | Puerto Rico                                           | 75–83                                 | Estados Unidos                                 | San Juan                                                                                        |  |
| 20:10 (UTC-4)      | Parciales: 20-21, 17-21, 14-24, 24-17                 | Parciales: 20-21, 17-21, 14-24, 24-17 | Parciales: 20-21, 17-21, 14-24, 24-17          |                                                                                                 |  |
|                    | Estadísticas J. Alvarado 20 I. Romero 7 J. Alvarado 4 | Reporte Pts Reb Asts                  | Estadísticas 26 J. Jackson 7 J. Bell 6 J. Bell | Pabellón: Coliseo Roberto Clemente Árbitros: Guilherme Locatelli Carlos Peralta Alan dos Santos |  |

| 1 de julio de 2022 | México                                                                     | 75–66                                 | Cuba                                                          | Chihuahua                                                                                        |  |
| 20:10 (UTC-6)      | Parciales: 18-16, 24-20, 19-11, 14-19                                      | Parciales: 18-16, 24-20, 19-11, 14-19 | Parciales: 18-16, 24-20, 19-11, 14-19                         |                                                                                                  |  |
|                    | Estadísticas P. Stoll 17 I. Gutiérrez, F. Jaimes 8 F. Cruz, J. Gutiérrez 4 | Reporte Pts Reb Asts                  | Estadísticas 17 J. Rivero 10 J. Rivero 2 K. Guzmán, J. Rivero | Pabellón: Gimnasio Manuel Bernardo Aguirre Árbitros: Juan Fernández Michael Scott Claudio Osorio |  |

| 4 de julio de 2022 | Cuba                                                | 64–87                                 | Estados Unidos                                 | La Habana                                                                                     |  |
| 19:10 (UTC-4)      | Parciales: 16-14, 14-28, 19-25, 15-20               | Parciales: 16-14, 14-28, 19-25, 15-20 | Parciales: 16-14, 14-28, 19-25, 15-20          |                                                                                               |  |
|                    | Estadísticas Y. Cubilla 15 J. Rivero 10 J. Rivero 2 | Reporte Pts Reb Asts                  | Estadísticas 24 X. Munford 8 J. Bell 6 J. Bell | Pabellón: Coliseo de la Ciudad Deportiva Árbitros: Marcos Benito Rodrigo Mejía Fernando Leite |  |

| 4 de julio de 2022 | Puerto Rico                                            | 97–87                                              | México                                                  | San Juan                                                                                  |  |
| 20:10 (UTC-4)      | Parciales: 19-18, 32-17, 17-24, 16-25 (T.E.: 13-3)     | Parciales: 19-18, 32-17, 17-24, 16-25 (T.E.: 13-3) | Parciales: 19-18, 32-17, 17-24, 16-25 (T.E.: 13-3)      |                                                                                           |  |
|                    | Estadísticas J. Alvarado 22 I. Romero 12 J. Alvarado 7 | Reporte Pts Reb Asts                               | Estadísticas 20 D. Amigo 9 D. Amigo 5 F. Cruz, D. Amigo | Pabellón: Coliseo Roberto Clemente Árbitros: Michael Weiland Juan Fernández Jayson Stiell |  |

### Segunda ronda
En la segunda ronda, los doce equipos clasificados se dividieron en dos grupos de seis. Los equipos del Grupo A se emparejaron con los del Grupo C, mientras que los del Grupo B lo hicieron con los del Grupo D. Todos los resultados de la primera fase de clasificación se transfirieron a la segunda. Los tres mejores equipos de cada grupo junto con el cuarto mejor posicionado se clasificaron para la Copa Mundial de Baloncesto FIBA 2023.

#### Grupo E
| Pos. | Equipo               | PJ | G  | P | PF   | PC   | DP   | Pts | Clasificación                                          |
| ---- | -------------------- | -- | -- | - | ---- | ---- | ---- | --- | ------------------------------------------------------ |
| 1    | Canadá               | 12 | 11 | 1 | 1172 | 821  | +351 | 23  | Clasificado para la Copa Mundial de Baloncesto de 2023 |
| 2    | República Dominicana | 12 | 9  | 3 | 985  | 862  | +123 | 21  | Clasificado para la Copa Mundial de Baloncesto de 2023 |
| 3    | Venezuela            | 12 | 8  | 4 | 927  | 806  | +121 | 20  | Clasificado para la Copa Mundial de Baloncesto de 2023 |
| 4    | Argentina            | 12 | 8  | 4 | 944  | 865  | +79  | 20  | Posible mejor cuarto equipo                            |
| 5    | Panamá               | 12 | 3  | 9 | 822  | 944  | −122 | 15  |                                                        |
| 6    | Bahamas              | 12 | 3  | 9 | 931  | 1103 | −172 | 15  |                                                        |

 Fuente: FIBA
Criterios de clasificación: 1) Puntos; 2) Resultados cara a cara; 3) Diferencia de puntos; 4) Puntos anotados.
Notas:
1. 1 2  Venezuela 137-127 Argentina
2. 1 2  Panamá 167-149 Bahamas

Primera ventana
| 25 de agosto de 2022 | Bahamas                                         | 81–86                                 | Venezuela                                                     | Nasáu                                                                                         |  |
| 20:00 (UTC-4)        | Parciales: 29-21, 13-14, 18-24, 21-27           | Parciales: 29-21, 13-14, 18-24, 21-27 | Parciales: 29-21, 13-14, 18-24, 21-27                         |                                                                                               |  |
|                      | Estadísticas K. Jones 20 K. Jones 10 K. Jones 4 | Reporte Pts Reb Asts                  | Estadísticas 17 G. Sojo, M. Carrera 7 W. Graterol 8 G. Vargas | Pabellón: Sir Kendal Isaacs Gymnasium Árbitros: Carlos Peralta Johnny Batista Alan dos Santos |  |

| 25 de agosto de 2022 | República Dominicana                               | 70–61                                 | Panamá                                                 | Santo Domingo |  |
| 20:10 (UTC-4)        | Parciales: 21-14, 13-12, 13-17, 23-18              | Parciales: 21-14, 13-12, 13-17, 23-18 | Parciales: 21-14, 13-12, 13-17, 23-18                  | |  |
|                      | Estadísticas A. Delgado 18 A. Delgado 11 R. Caba 4 | Reporte Pts Reb Asts                  | Estadísticas 19 A. Mitchell 9 A. Mitchell 7 T. Gaskins | Pabellón: Palacio de los Deportes Virgilio Travieso Soto Árbitros: Krishna Domínguez Andreia Silva Kristian Páez |  |

| 25 de agosto de 2022 | Canadá                                                                               | 99–87                                 | Argentina                                                | Victoria                                                                                  |  |
| 19:40 (UTC-7)        | Parciales: 28-21, 24-18, 31-29, 16-19                                                | Parciales: 28-21, 24-18, 31-29, 16-19 | Parciales: 28-21, 24-18, 31-29, 16-19                    |                                                                                           |  |
|                      | Estadísticas S. Gilgeous-Alexander 23 K. Olynyk, D. Powell 7 S. Gilgeous-Alexander 8 | Reporte Pts Reb Asts                  | Estadísticas 30 N. Laprovittola 9 M. Delía 8 F. Campazzo | Pabellón: Save-On-Foods Memorial Centre Árbitros: Jorge Vázquez Jenna Reneau Blanca Burns |  |

| 29 de agosto de 2022 | Venezuela                                        | 76–72                                | República Dominicana                                     | Barquisimeto                                                                                          |  |
| 18:10 (UTC-4)        | Parciales: 28-13, 23-18, 16-27, 9-14             | Parciales: 28-13, 23-18, 16-27, 9-14 | Parciales: 28-13, 23-18, 16-27, 9-14                     | |  |
|                      | Estadísticas M. Carrera 12 M. Ruiz 7 G. Vargas 7 | Reporte Pts Reb Asts                 | Estadísticas 20 V. Liz, C. Duarte 11 A. Delgado 3 V. Liz | Pabellón: Domo Bolivariano de Barquisimeto Árbitros: Guilherme Locatelli Roberto Vázquez Jenna Reneau |  |

| 29 de agosto de 2022 | Panamá                                              | 50–106                               | Canadá                                                       | Ciudad de Panamá                                                                   |  |
| 19:10 (UTC-5)        | Parciales: 7-33, 18-31, 11-28, 14-14                | Parciales: 7-33, 18-31, 11-28, 14-14 | Parciales: 7-33, 18-31, 11-28, 14-14                         |                                                                                    |  |
|                      | Estadísticas J. Jackson 16 J. Ayarza 7 T. Gaskins 3 | Reporte Pts Reb Asts                 | Estadísticas 18 K. Olynyk 8 D. Powell 5 K. Olynyk, K. Pangos | Pabellón: Arena Roberto Durán Árbitros: Omar Bermúdez Andrés Bartel Johnny Batista |  |

| 29 de agosto de 2022 | Argentina                                        | 95–77                                 | Bahamas                                                     | Mar del Plata                                                                                          |  |
| 21:40 (UTC-3)        | Parciales: 21-15, 22-29, 25-15, 27-18            | Parciales: 21-15, 22-29, 25-15, 27-18 | Parciales: 21-15, 22-29, 25-15, 27-18                       | |  |
|                      | Estadísticas G. Deck 37 G. Deck 7 F. Campazzo 10 | Reporte Pts Reb Asts                  | Estadísticas 16 K. Jones 7 B. Hield, M. Thompson 6 B. Hield | Pabellón: Estadio Polideportivo Islas Malvinas Árbitros: Alexis Mercado Hortencia Sánchez Carlos Vélez |  |

Segunda ventana
| 10 de noviembre de 2022 | República Dominicana                             | 80–69                                 | Argentina                                                  | Santo Domingo                                                                                                |  |
| 20:00 (UTC-4)           | Parciales: 20-20, 21-13, 20-19, 19-17            | Parciales: 20-20, 21-13, 20-19, 19-17 | Parciales: 20-20, 21-13, 20-19, 19-17                      | |  |
|                         | Estadísticas G. Suero 20 A. Delgado 9 A. Feliz 6 | Reporte Pts Reb Asts                  | Estadísticas 16 N. Brussino 7 N. Brussino 4 Tres jugadores | Pabellón: Palacio de los Deportes Virgilio Travieso Soto Árbitros: Andrés Bartel Carlos Peralta Carlos Vélez |  |

| 10 de noviembre de 2022 | Canadá                                                | 94–56                                 | Venezuela                                               | Edmonton                                                                                |  |
| 19:10 (UTC-7)           | Parciales: 25-10, 21-21, 24-11, 24-14                 | Parciales: 25-10, 21-21, 24-11, 24-14 | Parciales: 25-10, 21-21, 24-11, 24-14                   |                                                                                         |  |
|                         | Estadísticas K. Robertson 16 O. Klassen 10 K. Chery 6 | Reporte Pts Reb Asts                  | Estadísticas 14 J. Zamora 7 N. Colmenares 4 D. Cubillán | Pabellón: Edmonton Expo Centre Árbitros: Roberto Vázquez Johnny Batista Alan dos Santos |  |

| 11 de noviembre de 2022 | Bahamas                                                    | 83–79                                 | Panamá                                                               | Nasáu                                                                                           |  |
| 20:00 (UTC-5)           | Parciales: 24-23, 21-14, 18-26, 20-16                      | Parciales: 24-23, 21-14, 18-26, 20-16 | Parciales: 24-23, 21-14, 18-26, 20-16                                |                                                                                                 |  |
|                         | Estadísticas D. Nesbitt 14 L. Munnings Jr. 13 J. Cornish 6 | Reporte Pts Reb Asts                  | Estadísticas 18 J. Ayarza, C. Rodríguez 8 J. Ayarza 4 Tres jugadores | Pabellón: Sir Kendal Isaacs Gymnasium Árbitros: Krishna Domínguez Alexis Mercado Claudio Osorio |  |

| 13 de noviembre de 2022 | República Dominicana                                      | 72–68                                 | Venezuela                                              | Santo Domingo |  |
| 18:00 (UTC-4)           | Parciales: 17-20, 18-17, 12-19, 25-12                     | Parciales: 17-20, 18-17, 12-19, 25-12 | Parciales: 17-20, 18-17, 12-19, 25-12                  | |  |
|                         | Estadísticas J. Montero 22 A. Delgado 10 Tres jugadores 2 | Reporte Pts Reb Asts                  | Estadísticas 15 M. Carrera 7 N. Colmenares 4 G. Vargas | Pabellón: Palacio de los Deportes Virgilio Travieso Soto Árbitros: Guilherme Locatelli Krishna Domínguez Jesed Díaz |  |

| 13 de noviembre de 2022 | Canadá                                                       | 112–71                                | Panamá                                                            | Edmonton                                                                          |  |
| 17:10 (UTC-7)           | Parciales: 30-21, 22-11, 33-17, 27-22                        | Parciales: 30-21, 22-11, 33-17, 27-22 | Parciales: 30-21, 22-11, 33-17, 27-22                             |                                                                                   |  |
|                         | Estadísticas A. Best 22 O. Klassen 8 O. Klassen, T. Scrubb 5 | Reporte Pts Reb Asts                  | Estadísticas 14 E. Oglivie 9 E. Oglivie, E. Romero 5 C. Rodríguez | Pabellón: Edmonton Expo Centre Árbitros: Jorge Vázquez Grant Todey Claudio Osorio |  |

| 13 de noviembre de 2022 | Bahamas                                             | 76–80                                 | Argentina                                         | Nasáu                                                                                          |  |
| 19:15 (UTC-5)           | Parciales: 18-19, 12-23, 17-21, 29-17               | Parciales: 18-19, 12-23, 17-21, 29-17 | Parciales: 18-19, 12-23, 17-21, 29-17             |                                                                                                |  |
|                         | Estadísticas D. Nesbitt 18 D. Nesbitt 12 G. Rolle 6 | Reporte Pts Reb Asts                  | Estadísticas 19 J. Vaulet 7 M. Delía 4 J. Vildoza | Pabellón: Sir Kendal Isaacs Gymnasium Árbitros: Roberto Vázquez Johnny Batista Alan dos Santos |  |

Tercera ventana
| 23 de febrero de 2023 | Venezuela                                                         | 115–70                                | Bahamas                                                                       | Caracas                                                                              |  |
| 19:10 (UTC-4)         | Parciales: 33-21, 34-16, 25-14, 23-19                             | Parciales: 33-21, 34-16, 25-14, 23-19 | Parciales: 33-21, 34-16, 25-14, 23-19                                         |                                                                                      |  |
|                       | Estadísticas D. Cubillán, J. Materán 16 W. Graterol 9 G. Vargas 7 | Reporte Pts Reb Asts                  | Estadísticas 16 D. Bridgewater, A. Pratt 11 K. Smith 2 B. Nairn, G. Rolle III | Pabellón: Poliedro de Caracas Árbitros: Carlos Peralta Diego Chiconato Kristian Páez |  |

| 23 de febrero de 2023 | Panamá                                              | 67–93                                | República Dominicana                                 | Ciudad de Panamá                                                                   |  |
| 19:10 (UTC-5)         | Parciales: 14-20, 25-18, 19-26, 9-29                | Parciales: 14-20, 25-18, 19-26, 9-29 | Parciales: 14-20, 25-18, 19-26, 9-29                 |                                                                                    |  |
|                       | Estadísticas E. Oglivie 15 T. Bishop 6 T. Gaskins 5 | Reporte Pts Reb Asts                 | Estadísticas 17 J. Montero 10 A. Delgado 8 G. Solano | Pabellón: Arena Roberto Durán Árbitros: Krishna Domínguez Grant Todey Blanca Burns |  |

| 23 de febrero de 2023 | Argentina                                                          | 83–72                                 | Canadá                                           | Mar del Plata                                                                                           |  |
| 21:40 (UTC-3)         | Parciales: 17-18, 23-13, 21-19, 22-22                              | Parciales: 17-18, 23-13, 21-19, 22-22 | Parciales: 17-18, 23-13, 21-19, 22-22            | |  |
|                       | Estadísticas F. Campazzo, N. Brussino 13 M. Delía 7 F. Campazzo 11 | Reporte Pts Reb Asts                  | Estadísticas 18 T. Scrubb 9 K. Young 5 T. Scrubb | Pabellón: Estadio Polideportivo Islas Malvinas Árbitros: Roberto Vázquez Johnny Batista Alan dos Santos |  |

| 26 de febrero de 2023 | Venezuela                                                 | 57–74                                | Canadá                                                           | Caracas                                                                                 |  |
| 20:10 (UTC-4)         | Parciales: 17-22, 13-15, 8-16, 19-21                      | Parciales: 17-22, 13-15, 8-16, 19-21 | Parciales: 17-22, 13-15, 8-16, 19-21                             |                                                                                         |  |
|                       | Estadísticas N. Colmenares 13 M. Carrera 11 D. Cubillán 4 | Reporte Pts Reb Asts                 | Estadísticas 14 K. Young, P. Scrubb 5 T. Scrubb 7 T. Bell-Haynes | Pabellón: Poliedro de Caracas Árbitros: Krishna Domínguez Andrés Bartel Alan dos Santos |  |

| 26 de febrero de 2023 | Argentina                                                          | 75–79                                 | República Dominicana                                | Mar del Plata                                                                                         |  |
| 21:10 (UTC-3)         | Parciales: 24-19, 18-16, 22-19, 11-25                              | Parciales: 24-19, 18-16, 22-19, 11-25 | Parciales: 24-19, 18-16, 22-19, 11-25               | |  |
|                       | Estadísticas G. Deck 27 N. Laprovittola, P. Garino 5 F. Campazzo 5 | Reporte Pts Reb Asts                  | Estadísticas 22 J. Montero 10 Á. Delgado 4 A. Feliz | Pabellón: Estadio Polideportivo Islas Malvinas Árbitros: Roberto Vázquez Carlos Peralta Kristian Páez |  |

| 26 de febrero de 2023 | Panamá                                                   | 88–66                                 | Bahamas                                                                          | Ciudad de Panamá                                                                   |  |
| 19:10 (UTC-5)         | Parciales: 21-20, 22-14, 25-15, 20-17                    | Parciales: 21-20, 22-14, 25-15, 20-17 | Parciales: 21-20, 22-14, 25-15, 20-17                                            |                                                                                    |  |
|                       | Estadísticas T. Bishop Jr. 20 E. Oglivie 10 T. Gaskins 6 | Reporte Pts Reb Asts                  | Estadísticas 11 D. Bridgewater, K. Coleby 9 K. Smith, K. Coleby 5 D. Bridgewater | Pabellón: Arena Roberto Durán Árbitros: Johnny Batista Carlos Vélez José Fernández |  |

#### Grupo F
| Pos. | Equipo         | PJ | G | P | PF   | PC   | DP   | Pts | Clasificación                                          |
| ---- | -------------- | -- | - | - | ---- | ---- | ---- | --- | ------------------------------------------------------ |
| 1    | Estados Unidos | 12 | 9 | 3 | 1066 | 952  | +114 | 21  | Clasificado para la Copa Mundial de Baloncesto de 2023 |
| 2    | Puerto Rico    | 12 | 8 | 4 | 959  | 942  | +17  | 20  | Clasificado para la Copa Mundial de Baloncesto de 2023 |
| 3    | México         | 12 | 8 | 4 | 1000 | 948  | +52  | 20  | Clasificado para la Copa Mundial de Baloncesto de 2023 |
| 4    | Brasil         | 12 | 8 | 4 | 1046 | 871  | +175 | 20  | Posible mejor cuarto equipo                            |
| 5    | Uruguay        | 12 | 5 | 7 | 867  | 935  | −68  | 17  |                                                        |
| 6    | Colombia       | 12 | 3 | 9 | 928  | 1101 | −173 | 15  |                                                        |

 Fuente: FIBA
Criterios de clasificación: 1) Puntos; 2) Resultados cara a cara; 3) Diferencia de puntos; 4) Puntos anotados.
Notas:
1. 1 2 3  Puerto Rico 3-1 (7 Pts), +11 DP; México 2-2 (6 Pts), -42 DP; Brasil 1-3 (5 Pts), +31 DP

Primera ventana
| 25 de agosto de 2022 | Puerto Rico                                        | 75–72                                 | Brasil                                         | San Juan                                                                            |  |
| 20:10 (UTC-4)        | Parciales: 15-24, 21-19, 16-16, 23-13              | Parciales: 15-24, 21-19, 16-16, 23-13 | Parciales: 15-24, 21-19, 16-16, 23-13          |                                                                                     |  |
|                      | Estadísticas T. Waters 29 G. Conditt 7 T. Waters 6 | Reporte Pts Reb Asts                  | Estadísticas 16 L. Dias 7 A. Lima 5 M. Huertas | Pabellón: Coliseo Roberto Clemente Árbitros: Julio Anaya Jayson Stiell Norval Young |  |

| 25 de agosto de 2022 | Estados Unidos                                          | 105–71                                | Uruguay                                                         | Las Vegas                                                                    |  |
| 18:00 (UTC-7)        | Parciales: 20-16, 33-13, 31-19, 21-23                   | Parciales: 20-16, 33-13, 31-19, 21-23 | Parciales: 20-16, 33-13, 31-19, 21-23                           |                                                                              |  |
|                      | Estadísticas J. Jenkins 22 D. Hernández 8 D. Stockton 9 | Reporte Pts Reb Asts                  | Estadísticas 14 E. Batista, L. Parodi 5 E. Batista 4 J. Granger | Pabellón: Cox Pavilion Árbitros: Juan Fernández Felipe Ibarra Waseem Husainy |  |

| 25 de agosto de 2022 | México                                                | 89–93                                              | Colombia                                              | Chihuahua                                                                                        |  |
| 21:30 (UTC-6)        | Parciales: 32-21, 23-18, 12-21, 13-20 (T.E.: 9-13)    | Parciales: 32-21, 23-18, 12-21, 13-20 (T.E.: 9-13) | Parciales: 32-21, 23-18, 12-21, 13-20 (T.E.: 9-13)    |                                                                                                  |  |
|                      | Estadísticas J. Gutiérrez 19 F. Jaimes 9 J. Toscano 4 | Reporte Pts Reb Asts                               | Estadísticas 21 B. Angola 9 Tres jugadores 6 J. Tello | Pabellón: Gimnasio Manuel Bernardo Aguirre Árbitros: Daniel García José Fernández Franco Ronconi |  |

| 29 de agosto de 2022 | Brasil                                                                | 72–82                                 | México                                                                  | Jaraguá do Sul                                                               |  |
| 19:30 (UTC-3)        | Parciales: 13-17, 17-21, 17-25, 25-19                                 | Parciales: 13-17, 17-21, 17-25, 25-19 | Parciales: 13-17, 17-21, 17-25, 25-19                                   |                                                                              |  |
|                      | Estadísticas Y. dos Santos 13 G. de Paula 6 G. de Paula, M. Huertas 4 | Reporte Pts Reb Asts                  | Estadísticas 16 I. Ávalos, P. Stoll 7 J. Gutiérrez, G. Girón 5 P. Stoll | Pabellón: Arena Jaraguá Árbitros: Carlos Peralta Felipe Ibarra Danilo Molina |  |

| 29 de agosto de 2022 | Uruguay                                                | 78–70                                 | Puerto Rico                                       | Montevideo                                                                 |  |
| 20:10 (UTC-3)        | Parciales: 15-15, 21-11, 21-14, 21-30                  | Parciales: 15-15, 21-11, 21-14, 21-30 | Parciales: 15-15, 21-11, 21-14, 21-30             |                                                                            |  |
|                      | Estadísticas J. Granger 25 J. Granger 6 B. Fitipaldo 5 | Reporte Pts Reb Asts                  | Estadísticas 20 A. Plummer 7 J. Reyes 6 T. Waters | Pabellón: Antel Arena Árbitros: Daniel García Kristian Páez Franco Ronconi |  |

| 29 de agosto de 2022 | Colombia                                            | 77–95                                 | Estados Unidos                                     | Barranquilla                                                                    |  |
| 19:40 (UTC-5)        | Parciales: 10-19, 22-26, 18-25, 27-25               | Parciales: 10-19, 22-26, 18-25, 27-25 | Parciales: 10-19, 22-26, 18-25, 27-25              |                                                                                 |  |
|                      | Estadísticas B. Angola 18 J. Echenique 8 J. Tello 3 | Reporte Pts Reb Asts                  | Estadísticas 26 J. Jenkins 9 E. Mika 5 D. Stockton | Pabellón: Coliseo Elías Chegwin Árbitros: Julio Anaya Jayson Stiell Jesús López |  |

Segunda ventana
| 11 de noviembre de 2022 | Estados Unidos                                            | 79–94                                 | Brasil                                              | Washington D. C.                                                                            |  |
| 16:00 (UTC-5)           | Parciales: 21-30, 13-28, 21-17, 24-19                     | Parciales: 21-30, 13-28, 21-17, 24-19 | Parciales: 21-30, 13-28, 21-17, 24-19               |                                                                                             |  |
|                         | Estadísticas L. Galloway 14 Tres jugadores 4 C. Chiozza 7 | Reporte Pts Reb Asts                  | Estadísticas 24 B. Caboclo 9 L. Meindl 7 M. Huertas | Pabellón: Entertainment and Sports Arena Árbitros: Julio Anaya Kristian Páez Waseem Husainy |  |

| 11 de noviembre de 2022 | Puerto Rico                                                    | 91–79                                 | Colombia                                                       | San Juan                                                                                |  |
| 20:10 (UTC-4)           | Parciales: 19-18, 20-17, 19-24, 33-20                          | Parciales: 19-18, 20-17, 19-24, 33-20 | Parciales: 19-18, 20-17, 19-24, 33-20                          |                                                                                         |  |
|                         | Estadísticas S. Thompson Jr. 22 Cuatro jugadores 6 T. Waters 6 | Reporte Pts Reb Asts                  | Estadísticas 22 B. Angola 12 A. Ibargüen 6 R. Roque, B. Angola | Pabellón: Coliseo Roberto Clemente Árbitros: Juan Fernández Norval Young José Fernández |  |

| 11 de noviembre de 2022 | México                                         | 80–60                                 | Uruguay                                                | Chihuahua                                                                                       |  |
| 20:30 (UTC-6)           | Parciales: 18-12, 22-14, 26-22, 14-12          | Parciales: 18-12, 22-14, 26-22, 14-12 | Parciales: 18-12, 22-14, 26-22, 14-12                  |                                                                                                 |  |
|                         | Estadísticas G. Girón 20 F. Jaimes 9 F. Cruz 5 | Reporte Pts Reb Asts                  | Estadísticas 20 E. Batista 7 E. Batista 4 B. Fitipaldo | Pabellón: Gimnasio Manuel Bernardo Aguirre Árbitros: Daniel García Michael Scott Franco Ronconi |  |

| 14 de noviembre de 2022 | Estados Unidos                                                       | 88–81                                 | Colombia                                            | Washington D. C.                                                                              |  |
| 19:00 (UTC-5)           | Parciales: 30-19, 17-22, 20-14, 21-26                                | Parciales: 30-19, 17-22, 20-14, 21-26 | Parciales: 30-19, 17-22, 20-14, 21-26               |                                                                                               |  |
|                         | Estadísticas L. Galloway, D. Stockton 23 D. Jeffries 9 D. Jeffries 5 | Reporte Pts Reb Asts                  | Estadísticas 25 M. Jackson 12 L. Almanza 7 R. Roque | Pabellón: Entertainment and Sports Arena Árbitros: Michael Scott José Fernández Jayson Stiell |  |

| 14 de noviembre de 2022 | Puerto Rico                                        | 76–68                                 | Uruguay                                               | San Juan                                                                              |  |
| 20:10 (UTC-4)           | Parciales: 12-23, 28-11, 21-14, 15-20              | Parciales: 12-23, 28-11, 21-14, 15-20 | Parciales: 12-23, 28-11, 21-14, 15-20                 |                                                                                       |  |
|                         | Estadísticas T. Waters 17 T. Parker 11 T. Waters 6 | Reporte Pts Reb Asts                  | Estadísticas 19 E. Batista 16 E. Batista 4 J. Granger | Pabellón: Coliseo Roberto Clemente Árbitros: Julio Anaya Kristian Páez Waseem Husainy |  |

| 14 de noviembre de 2022 | México                                         | 56–102                                | Brasil                                                | Chihuahua                                                                                     |  |
| 20:30 (UTC-7)           | Parciales: 10-29, 16-21, 12-16, 18-36          | Parciales: 10-29, 16-21, 12-16, 18-36 | Parciales: 10-29, 16-21, 12-16, 18-36                 |                                                                                               |  |
|                         | Estadísticas F. Cruz 20 F. Jaimes 6 P. Stoll 4 | Reporte Pts Reb Asts                  | Estadísticas 16 B. Caboclo 10 B. Caboclo 5 M. Huertas | Pabellón: Gimnasio Manuel Bernardo Aguirre Árbitros: Juan Fernández Felipe Ibarra Jesús López |  |

Tercera ventana
| 23 de febrero de 2023 | Brasil                                                 | 90–92                                 | Puerto Rico                                                  | Santa Cruz do Sul                                                                              |  |
| 19:30 (UTC-3)         | Parciales: 24-24, 20-28, 26-21, 20-19                  | Parciales: 24-24, 20-28, 26-21, 20-19 | Parciales: 24-24, 20-28, 26-21, 20-19                        |                                                                                                |  |
|                       | Estadísticas L. Meindl 18 L. Meindl 9 Tres jugadores 5 | Reporte Pts Reb Asts                  | Estadísticas 21 C. Ortiz 5 G. Clavell, I. Romero 7 T. Waters | Pabellón: Ginásio Poliesportivo Arnão Árbitros: Michael Weiland Daniel García Leonardo Zalazar |  |

| 23 de febrero de 2023 | Uruguay                                       | 77–88                                | Estados Unidos                                  | Montevideo                                                              |  |
| 21:10 (UTC-3)         | Parciales: 18-7, 23-22, 17-30, 19-29          | Parciales: 18-7, 23-22, 17-30, 19-29 | Parciales: 18-7, 23-22, 17-30, 19-29            |                                                                         |  |
|                       | Estadísticas A. Ubal 18 A. Ubal 6 L. Parodi 5 | Reporte Pts Reb Asts                 | Estadísticas 21 L. Galloway 5 J. Huff 6 X. Moon | Pabellón: Antel Arena Árbitros: Julio Anaya Michael Scott Felipe Ibarra |  |

| 23 de febrero de 2023 | Colombia                                                         | 54–113                               | México                                                    | Medellín                                                                                 |  |
| 19:10 (UTC-5)         | Parciales: 17-26, 7-31, 16-31, 14-25                             | Parciales: 17-26, 7-31, 16-31, 14-25 | Parciales: 17-26, 7-31, 16-31, 14-25                      |                                                                                          |  |
|                       | Estadísticas A. Ibargüen 19 M. Jackson, A. Ibargüen 6 R. Roque 5 | Reporte Pts Reb Asts                 | Estadísticas 20 O. Méndez 9 J. Ibarra 6 P. Stoll, F. Cruz | Pabellón: Coliseo Iván de Bedout Árbitros: Juan Fernández Jesús López Nathaniel Saunders |  |

| 26 de febrero de 2023 | Brasil                                                 | 83–76                                 | Estados Unidos                                    | Santa Cruz do Sul                                                                             |  |
| 21:10 (UTC-3)         | Parciales: 22-16, 17-19, 23-19, 21-22                  | Parciales: 22-16, 17-19, 23-19, 21-22 | Parciales: 22-16, 17-19, 23-19, 21-22             |                                                                                               |  |
|                       | Estadísticas B. Caboclo 21 G. Santos 9 Y. dos Santos 8 | Reporte Pts Reb Asts                  | Estadísticas 19 L. Galloway 9 C. Sword 4 A. Gaddy | Pabellón: Ginásio Poliesportivo Arnão Árbitros: Juan Fernández Julio Anaya Nathaniel Saunders |  |

| 26 de febrero de 2023 | Uruguay                                             | 69–82                                 | México                                                     | Montevideo                                                                     |  |
| 21:10 (UTC-3)         | Parciales: 26-18, 12-28, 18-17, 13-19               | Parciales: 26-18, 12-28, 18-17, 13-19 | Parciales: 26-18, 12-28, 18-17, 13-19                      |                                                                                |  |
|                       | Estadísticas L. Parodi 25 E. Batista 7 E. Batista 5 | Reporte Pts Reb Asts                  | Estadísticas 17 F. Cruz, G. Girón 10 F. Jaimes 6 F. Jaimes | Pabellón: Antel Arena Árbitros: Michael Weiland Daniel García Leonardo Zalazar |  |

| 26 de febrero de 2023 | Colombia                                            | 80–87                                 | Puerto Rico                                                    | Medellín                                                                           |  |
| 19:10 (UTC-5)         | Parciales: 20-25, 16-16, 24-19, 20-27               | Parciales: 20-25, 16-16, 24-19, 20-27 | Parciales: 20-25, 16-16, 24-19, 20-27                          |                                                                                    |  |
|                       | Estadísticas B. Angola 20 A. Ibargüen 12 J. Tello 6 | Reporte Pts Reb Asts                  | Estadísticas 18 J. Howard 10 G. Conditt, I. Romero 7 T. Waters | Pabellón: Coliseo Iván de Bedout Árbitros: Michael Scott Jesús López Jayson Stiell |  |

#### Mejor cuarto equipo
| Pos. | Grp | Equipo    | PJ | G | P | PF   | PC  | DP   | Pts | Clasificación                                          |
| ---- | --- | --------- | -- | - | - | ---- | --- | ---- | --- | ------------------------------------------------------ |
| 1    | F   | Brasil    | 12 | 8 | 4 | 1046 | 871 | +175 | 20  | Clasificado para la Copa Mundial de Baloncesto de 2023 |
| 2    | E   | Argentina | 12 | 8 | 4 | 944  | 865 | +79  | 20  | No clasifica                                           |

 Fuente: FIBA

## Clasificados
| Brasil | Canadá | Estados Unidos | México | Puerto Rico | República Dominicana | Venezuela |

## Líderes estadísticos
| Categoría   | Jugador           | Promedio |
| ----------- | ----------------- | -------- |
| Puntos      | Braian Angola     | 18,4     |
| Rebotes     | Ángel Delgado     | 11,1     |
| Asistencias | Facundo Campazzo  | 7,5      |
| Robos       | Facundo Campazzo  | 2,5      |
| Bloqueos    | George Conditt IV | 1,5      |
| Minutos     | Braian Angola     | 36,3     |
| Eficiencia  | Facundo Campazzo  | 21,3     |

| Categoría   | Equipo    | Promedio |
| ----------- | --------- | -------- |
| Puntos      | Canadá    | 97,7     |
| Rebotes     | Brasil    | 45,2     |
| Asistencias | Canadá    | 21,2     |
| Robos       | Venezuela | 10,7     |
| Bloqueos    | Brasil    | 3,8      |
| Eficiencia  | Canadá    | 120,3    |